# Mina Fürst Holtmann
Mina Fürst Holtmann (17 juli 1995) is een Noorse alpineskiester.

## Carrière
Holtmann maakte haar wereldbekerdebuut op 24 januari 2015 in Sankt Moritz, een dag later scoorde ze aldaar haar eerste wereldbekerpunten. In december 2018 behaalde in Semmering haar eerste toptienklassering in een wereldbekerwedstrijd. Op de wereldkampioenschappen alpineskiën 2019 in Åre nam ze enkel deel aan de slalom, ze wist echter niet te finishen op dit onderdeel. In december 2019 stond Holtmann in Courchevel voor de eerste maal in haar carrière op het podium van een wereldbekerwedstrijd.

## Resultaten

### Olympische Winterspelen
| Jaar | Plaats | Resultaten                    |
| ---- | ------ | ----------------------------- |
| 2022 | Peking | DNF2 Slalom DNF1 Reuzenslalom |

### Wereldkampioenschappen
| Jaar | Plaats             | Resultaten                                       |
| ---- | ------------------ | ------------------------------------------------ |
| 2019 | Åre                | DNF1 Slalom                                      |
| 2021 | Cortina d'Ampezzo  | 22e Reuzenslalom DNF2 Slalom                     |
| 2023 | Courchevel-Méribel | 4e Slalom 6e Reuzenslalom                        |
| 2025 | Saalbach           | 17e Reuzenslalom DNF2 Slalom DNF2 Teamcombinatie |

### Wereldbeker
Eindklasseringen
| Seizoen   | Algm | SL  | RS  | SG  | PAR |
| --------- | ---- | --- | --- | --- | --- |
| 2014/2015 | 121e | –   | –   | 56e |     |
|           |      |     |     |     |     |
| 2017/2018 | 89e  | 43e | 37e | –   |     |
| 2018/2019 | 43e  | 21e | 22e | –   |     |
| 2019/2020 | 20e  | 16e | 7e  | –   | 34e |
| 2020/2021 | 38e  | 24e | 16e | –   | –   |
| 2021/2022 | 30e  | 13e | 19e | –   | –   |
| 2022/2023 | 33e  | 21e | 16e | –   |     |
| 2023/2024 | 24e  | 16e | 17e | –   |     |
| 2024/2025 | 28e  | 15e | 16e | –   |     |